# NGC 7483
NGC 7483 est une galaxie spirale barrée située dans la constellation des Poissons. Sa vitesse par rapport au fond diffus cosmologique est de 4 571 ± 26 km/s, ce qui correspond à une distance de Hubble de 67,4 ± 4,7 Mpc (∼220 millions d'al). NGC 7483 a été découverte par l'astronome britannique John Herschel le 18 septembre 1830.

## Supernova
La supernova SN 2010id a été découverte dans NGC 7483 le 16 septembre 2010 dans le cadre du programme LOSS (Lick Observatory Supernova Search) de l'Observatoire de Lick. Cette supernova était de type II et sa magnitude au moment de sa découverte était de 18,9.